# Valea Cetății
Valea Cetății este un cartier aflat în sudul municipiului Brașov. Numit și Răcădău, în Valea Cetății au existat fortificații dacice, demolate însă în anii 1980 cu prilejul construirii unui nou cartier de blocuri. Pierderile pentru istoria Brașovului și a culturii dacilor sunt inestimabile. Astăzi, deși fără vad comercial prea mare, Valea Cetății este considerat un cartier de lux, datorită locuințelor spațioase și a învecinării cu zonele verzi ale orașului.

## Galerie

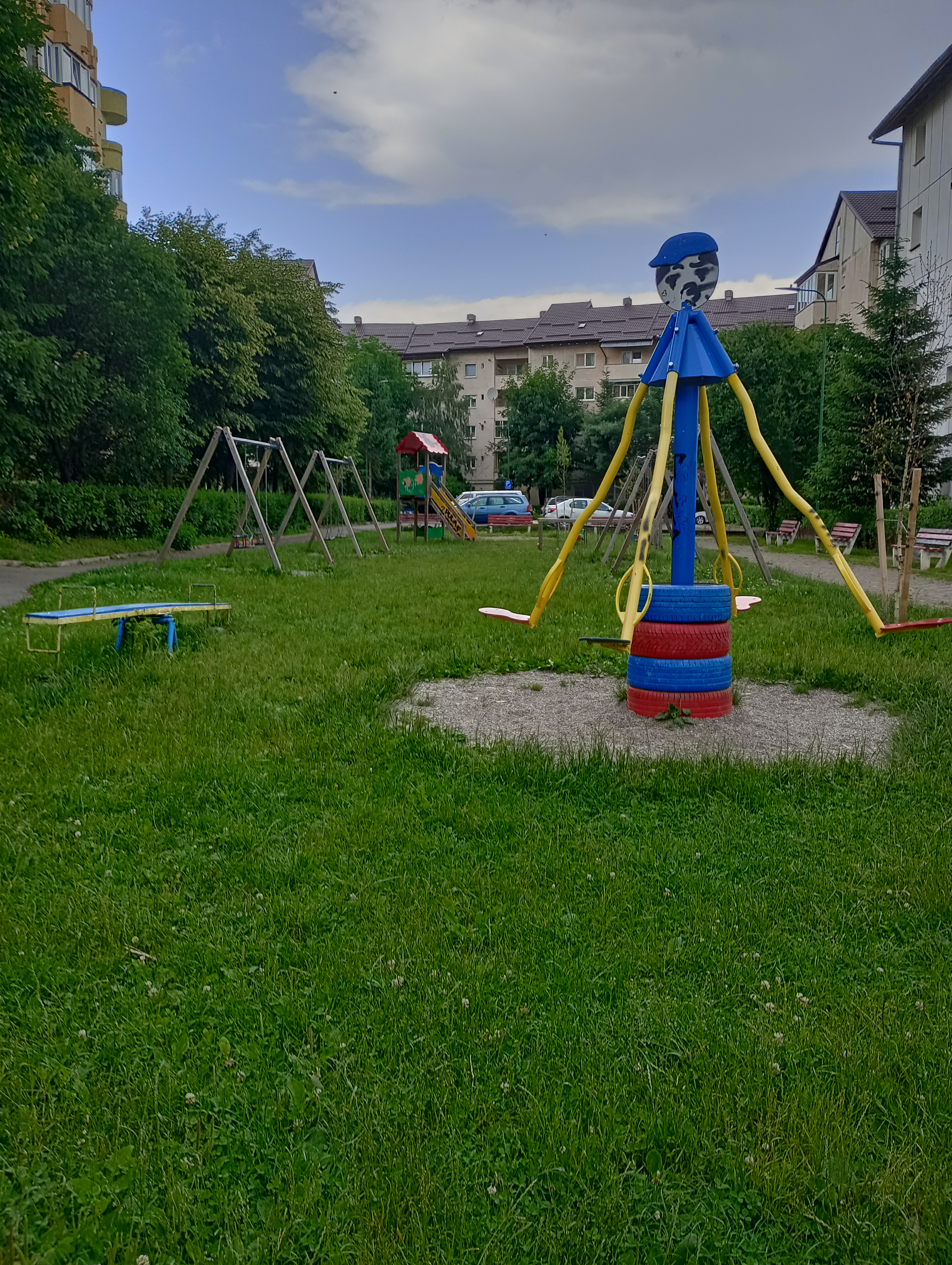
Un loc de joacă din cartierul Valea Cetății

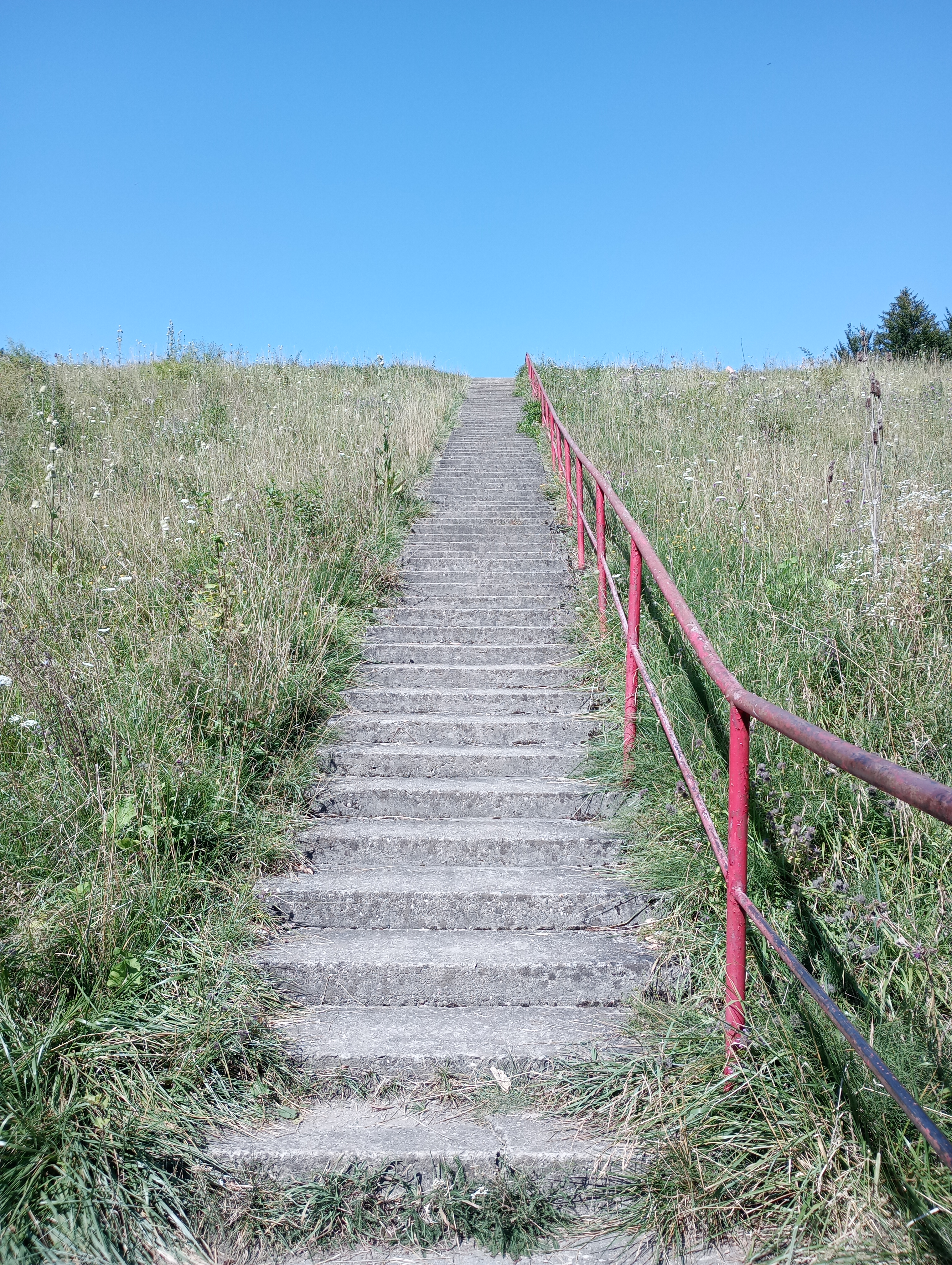
Scări de la vechiul baraj de pe Valea Răcădău

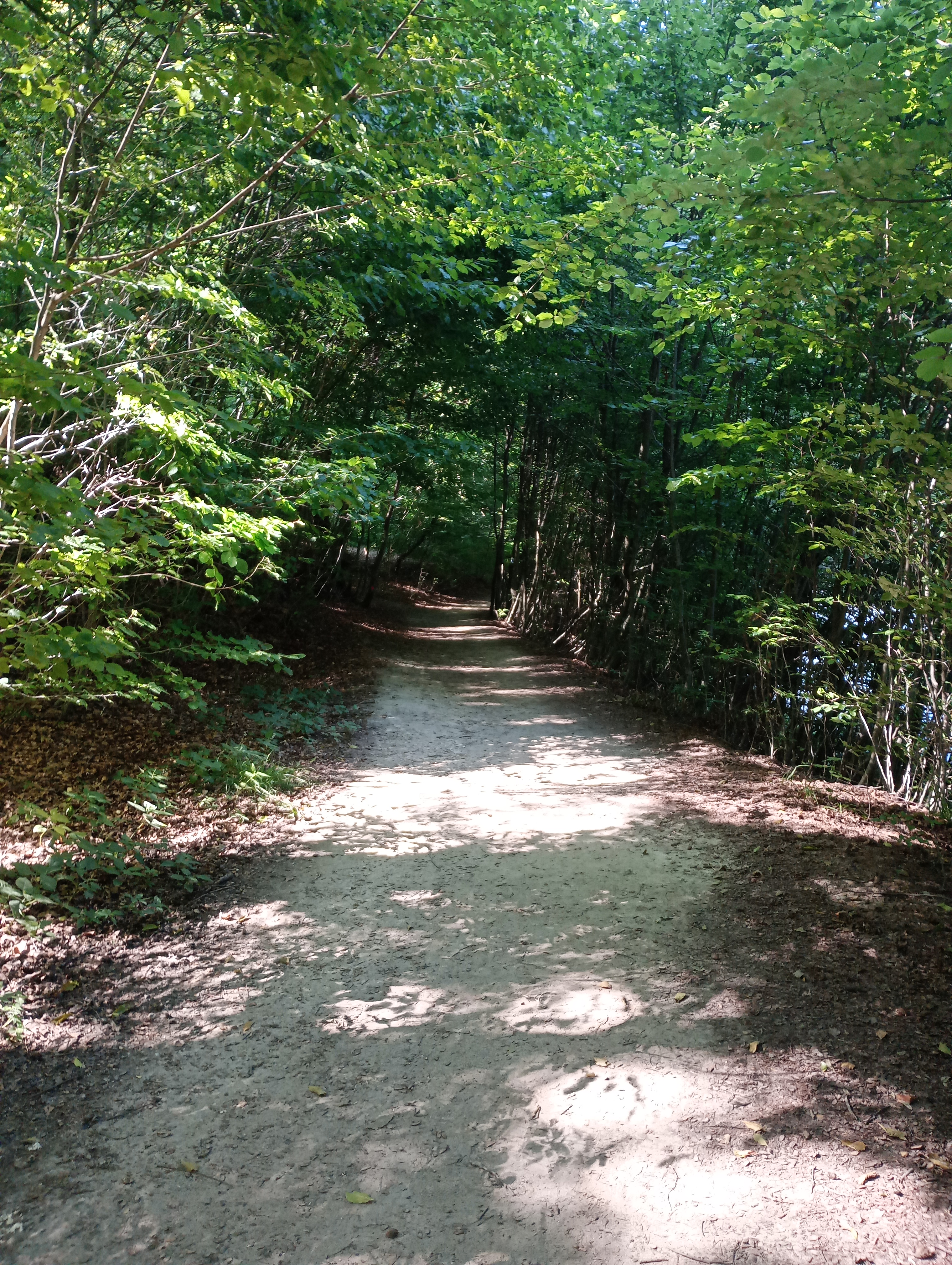
Potecă din pădure